# 국가백과사전

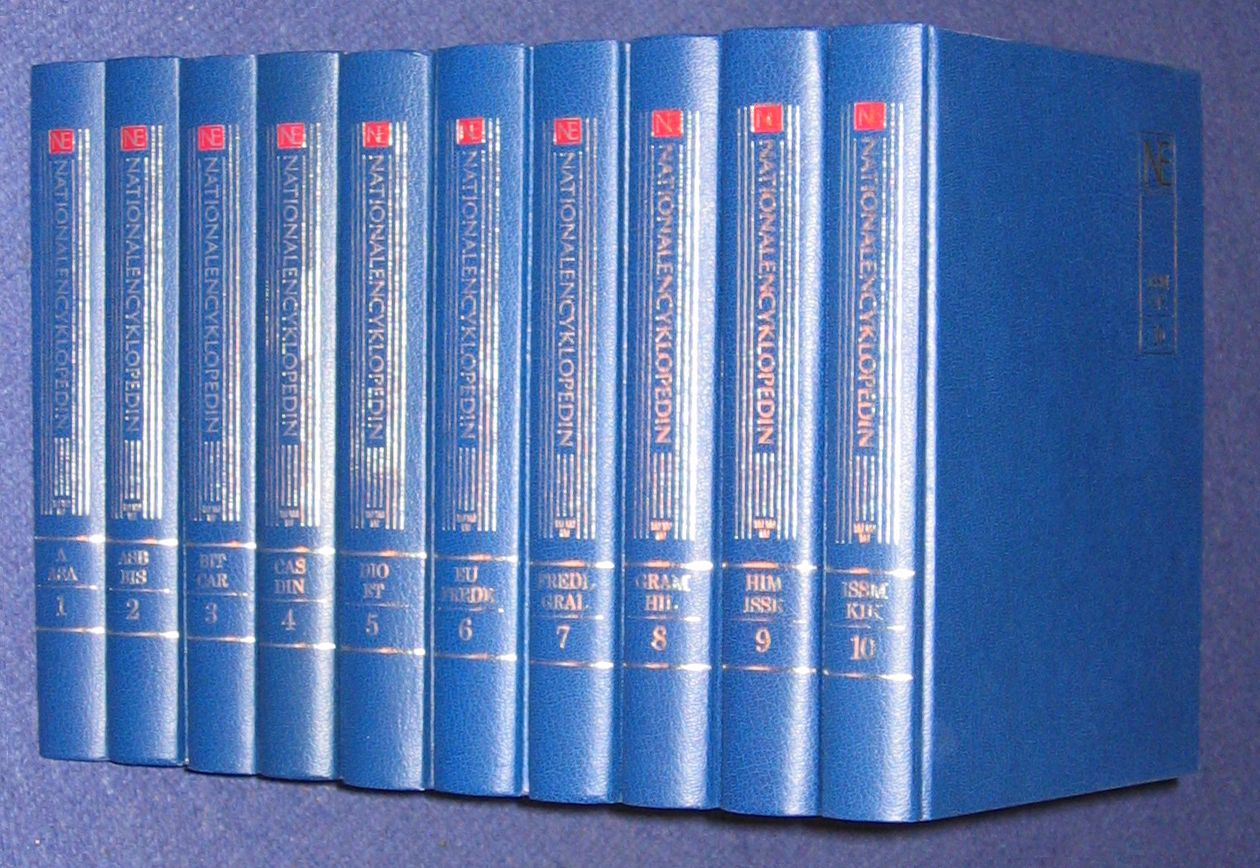
국가백과사전

국가백과사전(스웨덴어: Nationalencyklopedin)은 스웨덴어 백과사전이다.

## 같이 보기
- 스웨덴어 위키백과
- 온라인 백과사전 목록